# توران شاه
توران شاه ملك مصر والشام في الفترة من 1249 - 1250 وكذلك كان آخر سلاطين الأيوبيين الفعليين على مصر.

## نسبه
توران شاه بن السلطان الملك الصالح نجم الدين أيوب بن السلطان الملك الكامل ناصر الدين محمد بن الملك العادل سيف الدين محمد أبي بكر بن نجم الدين أيوب بن شادي الغطفاني

## تولية الحكم
بعد وفاة الملك أيوب في معركة المنصورة كانت مصيبة خطيرة جداً على المسلمين، لا لفقد الزعيم الصالح فقط، ولكن لفقدان البديل والخليفة له، وخاصة في ذلك التوقيت، والبلاد في أزمة شديدة، وميناء دمياط محتل، وجنود الصليبيين في الطريق.
هنا تصرفت زوجة السلطان نجم الدين أيوب بحكمة بالغة، وكانت زوجته هي «شجرة الدر»، وشجرة الدرّ كانت فيما سبق جارية من أصل أرمني أو تركي، اشتراها الصالح أيوب ثم أعتقها وتزوجها، ولذلك فهي في الأصل أقرب إلى المماليك. كتمت شجرة الدرّ خبر وفاته، وقالت أن الأطباء منعوا زيارته، وأرسلت بسرعة إلى توران شاه ابن الصالح أيوب، والذي كان يحكم مدينة تعرف بـ «حصن كيفا» (في تركيا الآن)، وأبلغته بخبر وفاة أبيه، وأن عليه أن يأتي بسرعة لاستلام مقاليد الحكم في مصر والشام، ثم اتفقت مع كبير وزراء الملك الصالح وكان اسمه «فخر الدين يوسف» على إدارة الأمور إلى أن يأتي توران شاه، ثم كلفت  فارس الدين أقطاي وركن الدين بيبرس بالاستمرار في الإعداد للمعركة الفاصلة في المنصورة، وهكذا سارت الأمور بصورة طيبة بعد وفاة الملك الصالح، ولم يحدث الاضطراب المتوقع نتيجة هذه الوفاة المفاجئة، وفي هذه الظروف الصعبة.
ومع كل احتياطات شجرة الدرّ إلا أن خبر وفاة الملك أيوب تسرب إلى الشعب، بل ووصل إلى الصليبيين، وهذا أدى إلى ارتفاع حماسة الصليبيين، وانخفاض معنويات الجيش المصري، وإن ظل ثابتاً في منطقة المنصورة.
ووضع فارس الدين أقطاي وركن الدين بيبرس خطة بارعة لمقابلة الجيش الفرنسي في المنصورة، وعرضاها على شجرة الدر، وكانت شجرة الدرّ تمثل الحاكم الفعلي لحين قدوم توران شاه ابن الصالح أيوب. وأقرت شجرة الدرّ الخطة، وأخذ الجيش المصري مواقعه، واستعد للقاء.
في اليوم الرابع من ذي القعدة من سنة 647 هجرية دارت موقعة المنصورة، وانتصر فيها المسلمون انتصاراً باهراً، والموقعة فيها تفصيلات كثيرة لكن ليس المجال لتفصيلها هنا.
ثم حدث هجوم آخر على جيش الملك لويس التاسع المعسكر خارج المنصورة، وذلك في اليوم السابع من ذي القعدة سنة 647 هجرية، ولكن الملك لويس التاسع تمكن من صد ذلك الهجوم بعد كفاح مرير.
وصل توران شاه إلى المنصورة بعد هذا الهجوم الأخير بعشرة أيام في السابع عشر من ذي القعدة سنة 647 هجرية، وتسلم السلطان الشاب مقاليد الحكم، وأعلن رسمياً وفاة الملك الصالح نجم الدين أيوب، وولاية توران شاه حكم مصر والشام. ثم بدأ توران شاه في التخطيط لهجوم جديد على الصليبيين. وكانت حالة الجيش الصليبي قد ساءت، وبدأ بالانسحاب ناحية دمياط، بينما ارتفعت معنويات الجيش المصري جداً للانتصارات السابقة، وخاصة انتصار المنصورة، ولوصول توران شاه في الوقت المناسب.
وبعد خطة بارعة وضعها توران شاه بن الصالح أيوب استطاع الجيش المصري أن يلتقي مرة أخرى مع الصليبيين، عند مدينة «فارسكور» في أوائل المحرم سنة 648 هجرية، بعد أقل من شهرين من موقعة المنصورة، ودارت هناك معركة هائلة تحطم فيها الجيش الصليبي تماماً، بل وأسر الملك لويس التاسع نفسه، ووقع جيشه بكامله ما بين قتيل وأسير، وسيق الملك لويس مكبلاً بالأغلال إلى المنصورة، حيث حبس في دار «فخر الدين إبراهيم ابن لقمان».
ووضعت شروط قاسية على الملك لويس التاسع ليفتدي نفسه من الأسر، وكان من ضمنها أن يفتدي نفسه بثمانمائة ألف دينار من الذهب يدفع نصفها حالاً ونصفها مستقبلاً، على أن يحتفظ توران شاه بالأسرى الصليبيين إلى أن يتم دفع بقية الفدية، بالإضافة إلى إطلاق سراح الأسرى المسلمين، وتسليم دمياط للمسلمين، وهدنة بين الفريقين لمدة عشر سنوات.
لقد كان انتصاراً باهراً بكل المقاييس. وتم بالفعل جمع نصف الفدية بصعوبة، وأطلق سراح الملك لويس التاسع إلى عكا، وكانت إمارة صليبية في ذلك الوقت.

## مقتل توران شاه
وفي صباح يوم 27 من المحرم سنة 648هـ كان السلطان توران شاه يتناول طعام الإفطار في خيمته السلطانية فهجم عليه مجموعة من المماليك بعد شكوكهم بنواياه تجاههم، ومنهم بيبرس البندقداري والمنصور قلاوون الصالحي وأقطاي الجمدار وضربوه بالسيوف فهرب منهم لكشك خشبي فأحرقوه عليه فهرب منه ورمى نفسه بالنيل، فضربوه بالسهام والنبال فقتل جريحًا غريقًا حريقًا، وبمقتله سقطت دولة الأيوبيين بمصر وقامت دولة المماليك.